# Hugonia macrocarpa
Hugonia macrocarpa là một loài thực vật có hoa trong họ Linaceae. Loài này được Welw. mô tả khoa học đầu tiên năm 1859.